# Stiphidiidae
Stiphidiidae là một họ nhện gồm 136 loài được xếp vào 12 chi.

## Phân loại
Các chi:
- Baiami Lehtinen, 1967 (Úc)
- Barahna Davies, 2003 (Úc)
- Borrala Gray & Smith, 2004 (Úc)
- Cambridgea L. Koch, 1872 (New Zealand)
- Corasoides Butler, 1929 (Úc)
- Ischalea L. Koch, 1872 (Madagascar, Mauritius, New Zealand)
- Nanocambridgea Forster & Wilton, 1973 (New Zealand)
- Pillara Gray & Smith, 2004 (Úc)
- Procambridgea Forster & Wilton, 1973 (Úc)
- Stiphidion Simon, 1902 (Australia, New Zealand)
- Tartarus Gray, 1973 (Úc)
- Therlinya Gray & Smith, 2002 (Úc)
- Tjurunga Lehtinen, 1967 (Tasmania)

Xem thêm Danh sách các loài trong họ Stiphidiidae